# تونی (آلاباما)
تونی (به انگلیسی: Toney) یک منطقهٔ مسکونی در ایالات متحده آمریکا است که در شهرستان مدیسن، آلاباما واقع شده‌است. تونی ۲۵۲٫۰۷ متر بالاتر از سطح دریا واقع شده‌است.